# Бернвалль, Маттиас
Маттиас Бернвалль (швед. Mattias Bernvall), более известный как Доктор Мэтт Дестракшн (англ. Dr. Matt Destruction, родился 18 марта 1978 в Фагерсте) — шведский музыкант, бас-гитарист группы The Hives.

## Биография
В коллективе The Hives с 1993 года, с момента образования группы. Играет на бас-гитаре 1970-х Fender Telecaster, хотя в некоторых клипах играет на других гитарах (например, на Hate to Say I Told You So выступает с Rickenbacker). Использует усилители Hiwatt.

## Дискография
- Barely Legal (1997)
- Veni Vidi Vicious (2000)
- Tyrannosaurus Hives (2004)
- The Black and White Album (2007)
- Lex Hives (2012)